# Le Progrès
Le Progrès è un quotidiano francese fondato a Lione nel 1859. È diffuso principalmente nel Rodano, nell'Ain, nella parte nord dell'Isère, nella Loira, nell'Alta Loira e nel Giura.

## Storia

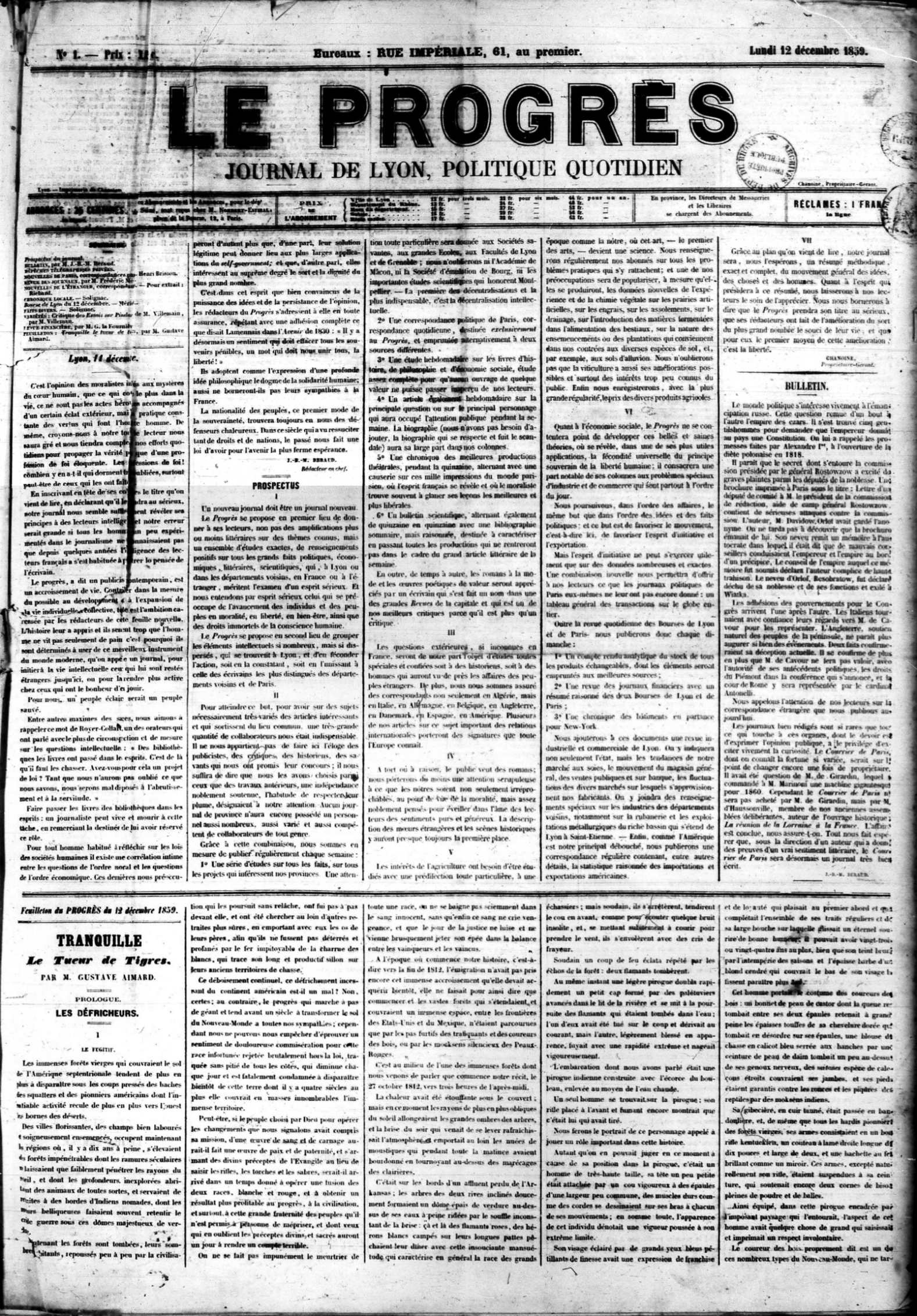
La prima pagina del primo numero de Le Progrès.

Uscì per la prima volta lunedì 12 dicembre 1859; i suoi fondatori furono: lo stampatore Jean-François Chanoine, il giornalista Frédéric Morin e Eugène Beyssac. All'epoca si definiva come un “giornale repubblicano indipendente e di opposizione”, classificato come “repubblicano radicale” durante il Secondo Impero.
Durante la seconda guerra mondiale continuò ad uscire sino all'occupazione italo-tedesca della zona libera il 12 novembre 1942. Pur continuando a pagare i suoi dipendenti, fu l'unico quotidiano lionese a cessare le pubblicazioni. Ricomparve l'8 settembre 1944, con la liberazione di Lione dai nazisti.
Il 1º ottobre 1963 il gruppo rilevò il quotidiano di Saint-Etienne La Tribune du centre et du sud-est che fu ribattezzato La Tribune Le Progrès.
Nel settembre 1966, Le Progrès firmò un accordo con Le Dauphiné libéré per avvicinare le due testate. Questo fatto segnò l'inizio della perdita del controllo del giornale da parte della famiglia Brémond.
Nel 1986, Le Progrès, assieme a Le Dauphiné Libéré, è stata rilevata da Robert Hersant.
Nel 2004 Le Progrès e tutti i titoli di Socpresse (il “Gruppo Hersant”) sono stati acquistati dal gruppo Dassault.
Nel febbraio 2006 il gruppo Est Républicain ha acquisito il gruppo Progrès/Dauphiné Libéré, prima di essere a sua volta acquisito da SIM (o gruppo EBRA), controllata del Crédit Mutuel Alliance Fédérale nel 2009.
L'edizione della Saône-et-Loire di Le Progrès, ovvero Le Journal de Saône-et-Loire, è il più antico quotidiano regionale francese ancora esistente. Infatti, fu fondato come settimanale a Mâcon nel 1826, per poi diventare quotidiano nel 1831. La sua sede si trova oggi a Chalon-sur-Saône. Nel 1967 partecipò alla fondazione dell'Agenzia di Informazione Generale, Locale, Economica e Sportiva. Nel 1989, ha preso la sua indipendenza.